# Hvissingesten

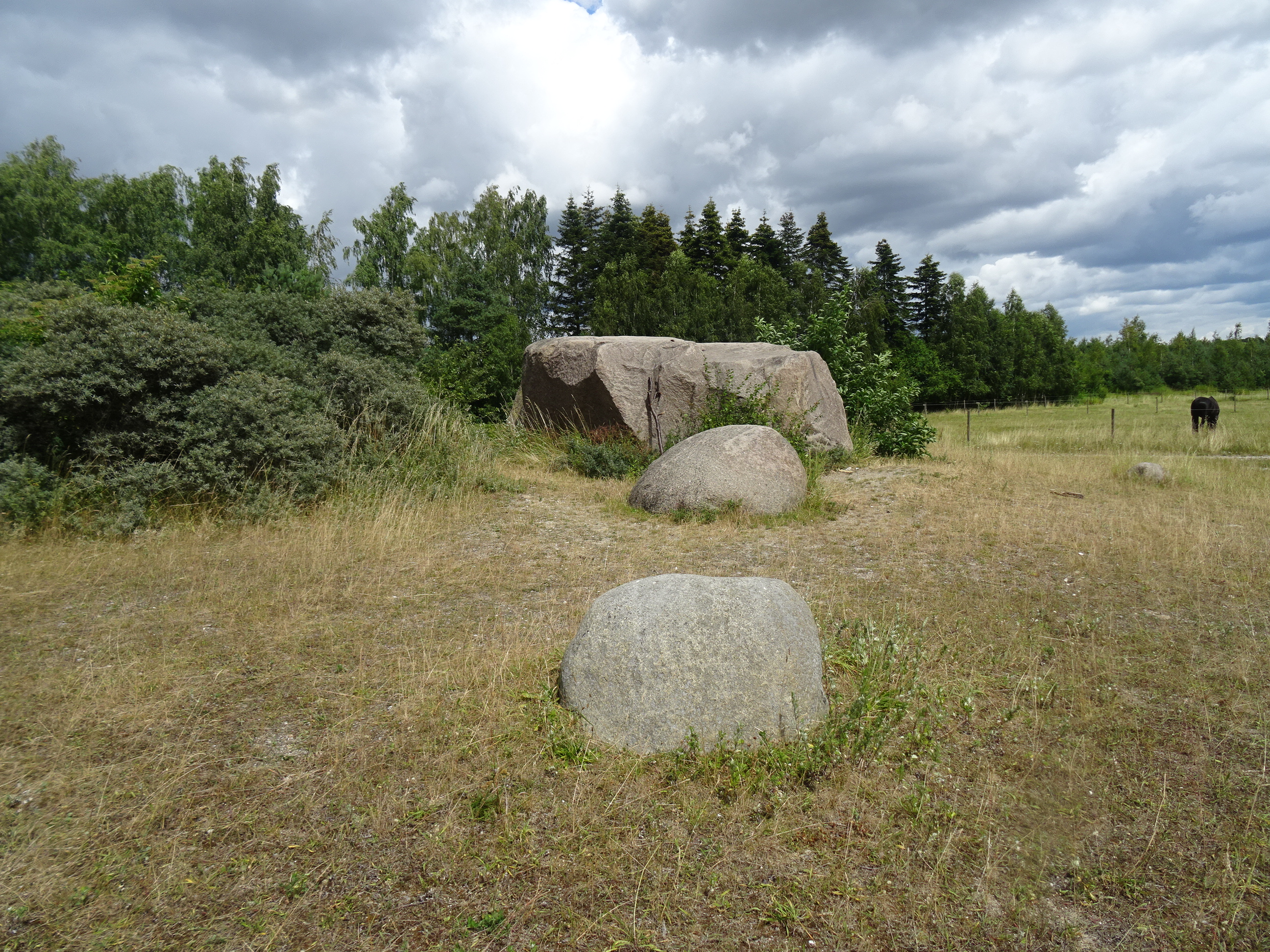
Hvissingesten

Der Hvissingesten ist ein Findling (dänisch Vandreblokk) auf der dänischen Insel Seeland. Er liegt etwa 90 Meter entfernt vom ehemaligen Fundort, am Ostende des Vestskoven (Wald), nördlich von Hvissinge. 
Der Stein misst etwa 6,0 × 5,0 × 3,5 m und wiegt etwa 250 Tonnen. Er wurde 1966 beim Bau einer Wasserleitung zwischen Ejby und Islev gefunden. Da der Stein im Weg lag, sollte er gesprengt werden. In einer raschen Reaktion sorgten die dänische Gesellschaft für Natur, die Stadt Kopenhagen sowie die Gemeinde Glostrup für die sofortige Unterschutzstellung. Man sieht noch die Bohrlöcher, der Sprengvorgereitung.